# Catharine Pendrel
Catharine Pendrel (Fredericton, 30 de setembre de 1980) és una esportista canadenca que competeix en ciclisme de muntanya en la disciplina de camp a través.
Va participar en els Jocs Olímpics de Rio de Janeiro 2016, obtenint una medalla de bronze en la prova de camp a través. Ha guanyat tres medalles al Campionat Mundial de Ciclisme de Muntanya entre els anys 2009 i 2014.

## Palmarès en ciclisme de muntanya
- 2007
  - Medalla d'or als Jocs Panamericans en Camp a través
- 2010
  -  Campiona del Canadà en Camp a través
  - 1a a la Copa del món en Camp a través
- 2011
  -  Campiona del món en Camp a través
- 2012
  -  Campiona del Canadà en Camp a través
  - 1a a la Copa del món en Camp a través
- 2013
  -  Campiona del Canadà en Camp a través
- 2014
  -  Campiona del món en Camp a través
  - Medalla d'or als Jocs de la Commonwealth en Camp a través
  -  Campiona del Canadà en Camp a través
- 2015
  -  Campiona del Canadà en Camp a través
- 2016
  -  Medalla de bronze als Jocs Olímpics del 2016 en Camp a través
  - 1a a la Copa del món en Camp a través

## Palmarès en ciclocròs
- 2013-2014
  -  Campiona del Canadà en ciclocròs
- 2014-2015
  -  Campiona del Canadà en ciclocròs